# Cinéma ukrainien post-indépendance
Le cinéma ukrainien de post-indépendance est caractérisé par l'effondrement de l'industrie cinématographique dans les années 1990 et les tentatives de la reconstruire dans les années 2000 et 2010 depuis la Déclaration d'indépendance de l'Ukraine après le référendum sur l'indépendance de 1991.

## Historique
En 2016 a été établi un record de 30 films réalisés, il était tombé à quatre en 2006.
En 2018, le nombre de films ukrainiens réalisés, a été établi à 35.